# Totem (banda)
Totem fue una banda de rock uruguayo que existió a comienzos de la década de 1970. Estaba formada por músicos con reconocida trayectoria, varios de ellos exintegrantes de El Kinto. Son muchas veces enmarcados dentro del género denominado candombe-beat (una mezcla de ritmos originarios del candombe con música pop y rock).

## Origen del nombre
El nombre del grupo fue propuesto por «Chichito» Cabral en un ensayo del grupo. Según él mismo cuenta, en un viaje a Hamburgo vio un cartel luminoso que decía «Totem»; pensó que podía ser una abreviación para «Todos tenemos música» y se prometió que si un día armaba un grupo ese sería el nombre.

## Historia
El grupo estaba conformado inicialmente por Ruben Rada, Eduardo Useta, Enrique Rey, Mario «Chichito» Cabral, Roberto Galletti y Daniel «Lobito» Lagarde. Salvo este último (que contaba con sólo 19 años) todos son músicos con vasta experiencia en la música uruguaya.
Los primeros ensayos de la banda se dan a fines del año 1970. Sus primeras actuaciones públicas fueron en enero de 1971: el 6 en el Club Universitario de Salto (en un baile para la Juventud del Partido Comunista), el 7 en el escenario de Wanderers de Paysandú y el 20 en Montevideo, en el Segundo Concierto de la Rosa (donde se presentan junto a 'Psiglo y Sindykato). También es muy recordada su actuación en febrero en un festival en el Parque Harriague de Salto.
Su primer disco (que lleva el nombre de la banda) fue grabado el 2 de mayo de 1971 en los estudios ION de Buenos Aires y editado en julio por el sello De la Planta. Si bien hay canciones de Rey, Lagarde y Cabral, gran parte de las composiciones son de autoría de Rada y Useta (como coautores o en forma individual). La presentación del disco fue el 14 de julio en el teatro El Galpón, en una actuación junto a Camerata de Tango. Este primer trabajo fue muy bien recibido tanto en ventas (con más de tres mil ejemplares vendidos en su país) como en críticas.
Hacia fines de 1971 ya era uno de los grupos que más gente convocaba en Uruguay, llenando todos los escenarios en los que se presentaba. Esto se debió no sólo a la buena recepción que tuvo el grupo sino también a la certera gestión de marketing que realizaba el mánager Alfonso López Domínguez.
En 1972 el grupo se consolida como el más popular de Uruguay (quizás junto a Los Iracundos). Ese año son filmados por la RAI para un programa televisivo sobre música latinoamericana y se presentan en el exitoso Sábados circulares de Pipo Mancera.
El segundo álbum del grupo, titulado Descarga (al igual que el último tema del disco), fue grabado en el mismo estudio que el primero. Hay en este disco composiciones de Rada, Lagarde, Cabral y Useta; la última canción está firmada por todo el conjunto. Este disco también es un éxito en ventas, pese a que las opiniones de los críticos musicales no son tan buenas como las del LP debut. Fue lanzado en Casapueblo (sin haber sido aún editado), ya sin la presencia de Galetti en la batería, sustituido por Santiago Ameijenda. La segunda presentación del disco (recién editado) se dio el 9 de julio de 1972 en el Teatro Solís, con un lleno total (incluso quedaron más de mil personas sin entradas esperando en las afueras del teatro).
Hacia fines de 1972, debido principalmente a la situación sociopolítica del país (en la antesala del golpe de Estado), comenzaron a mermar las actuaciones del grupo. Ruben Rada y «Lobito» Lagarde se alejaron de la banda, uniéndose a la primera formación de Gula Matari (agrupación que en esta primera época únicamente tuvo unos pocos recitales a comienzos de 1973). Ingresaron al grupo Roberto Giordano (bajista) y Tomás «Chocho» Paolini (quien tocaba el saxofón, la flauta y el clarinete); las primeras voces del grupo pasaron a ser las de Useta y Rey.
En enero de 1973 grabaron su tercer y último disco, Corrupción. De las ocho canciones del álbum, seis están firmadas por Useta, una por Cabral y otra por Rey. Si bien es un disco respetado por el público y la crítica, la ausencia de Ruben Rada fue demasiado notoria como para ser pasada por alto y el grupo comenzó a perder popularidad.
La banda se disuelve a comienzos de 1974, en un contexto general en Uruguay de desaparición de varios grupos musicales. Su última actuación fue en el Olimpia, pocos días antes de su separación.

## Integrantes
1971
- Ruben Rada (voz y percusión)
- Eduardo Useta (guitarra)
- Enrique Rey (guitarra)
- Mario “Chichito” Cabral (percusión)
- Daniel “Lobito” Lagarde (bajo)
- Roberto Galletti (batería)

1972
- Ingresa Santiago Ameijenda en batería en lugar de Galletti

1973
- Eduardo Useta (guitarra y voz)
- Enrique Rey (guitarra y voz)
- Mario “Chichito” Cabral (percusión)
- Roberto Giordano (bajo)
- Santiago Ameijenda (batería)
- Tomás “Chocho” Paolini (saxo)

## Discografía

### Long Plays
- Totem (De la Planta KL 8312. 1971)
- Descarga (De la Planta KL 8321. 1972)
- Corrupción (De la Planta KL 8335. 1973)

### Simples
- Dedos / Biafra (1971)
- Mi pueblo / Negro (1972)

### Reediciones
- Totem (Sondor, 1995). Incluye los dos primeros LP de Totem (Totem y Descarga) con excepción del tema "Un sueño para Gonzalo".
- Colección Posdata Número 7. (Sondor). Además de la versión completa de Corrupción (rebautizado como Tótem III), incluye el tema "Mi Pueblo" de Totem.
- Totem (Vampi Soul). Edición europea que incluye el primer LP de Totem más el tema "Mi pueblo".